# Staufen
Staufen (toponimo tedesco) è un comune svizzero di 3 235 abitanti del Canton Argovia, nel distretto di Lenzburg.

## Monumenti e luoghi d'interesse

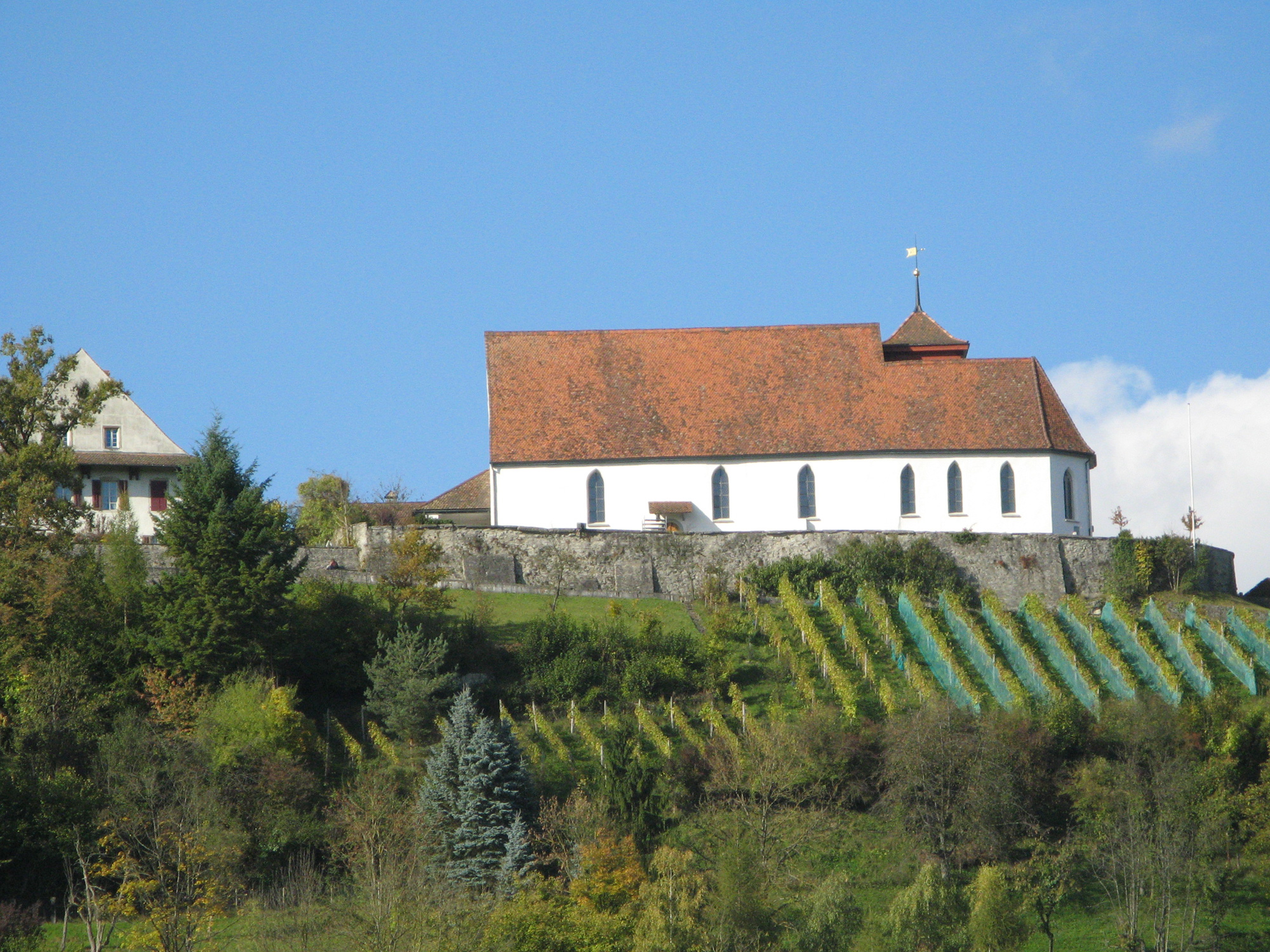
La chiesa riformata

- Chiesa riformata (già di San Lorenzo) sulla collina Staufberg (Staufbergkirche), eretta nel X secolo e ricostruita nel 1419-1420[1].

## Società

### Evoluzione demografica
L'evoluzione demografica è riportata nella seguente tabella:
Abitanti censiti

## Amministrazione
Ogni famiglia originaria del luogo fa parte del cosiddetto comune patriziale e ha la responsabilità della manutenzione di ogni bene ricadente all'interno dei confini del comune.